# Anamá Ferreira
Ana María Ferreira (Campo Belo, Minas Gerais; 20 de octubre de 1951), conocida artísticamente como Anamá Ferreira o Anamá, es una exmodelo, animadora, diseñadora, empresaria y actriz brasileña radicada en Argentina, país donde desarrolló su extensa carrera.

## Carrera
Nacida en Brasil viajó de joven a la Argentina en abril de 1976, solo por 10 días aunque luego se estableció y comenzó como modelo de pasarela de grandes diseñadores. Trabajó como modelo posando en books de fotos. También hizo presentaciones en París.
Trabajó en grandes y lujosos desfiles nacionales e internacionales junto a otras compañeras de la época como Teté Coustarot, Patricia Miccio, Carmen Yazalde, Teresa Calandra, Adriana Costantini, Beatriz Domínguez y Mora Furtado. Se destacó como modelo de alta costura para marcas internacionales como Paco Rabanne y Courreges, y revistas: Vogue, Bazar, Cosmopolitan y Elle.
Estudió teatro con Franklin Caicedo y Augusto Fernándes; stand-up con Alejandro Angelini.
En cine tuvo una destacada labor en dos películas de comedias. Una,  Comandos azules en acción (1980) de Emilio Vieyra, junto a Jorge Martínez y Germán Kraus. Y la otra fue Brigada explosiva contra los ninjas (1986) con Emilio Disi, Gino Renni, Berugo Carámbula, Alberto Fernández de Rosa y Moria Casán.
En la década de 1980 integra el elenco del programa humorístico Mesa de Noticias, trabajando con primeras figuras como Beatriz Bonnet, Gianni Lunadei, Juan Carlos Mesa, Cris Morena, Adriana Salgueiro, Horacio Taicher, entre otros.
En radio, condujo Anamá y Los Mareados, por AM La Marea y En Busca del Varón Perdido por FM La Isla, ambos producidos por Juan Sixto . En teatro, hizo el stand up Standenpatas y varias espectáculos.
Desde 1999 y hasta 2003 condujo su programa sobre modelajes y diseños, Estilo Anamá, que se emitió por el Canal Plus Satelital.
Fundó a fines de 1990 su propia escuela y agencia de formación de modelos profesionales llamada Colegio Anamá Models que funciona en Av Córdoba 966. Donde han surgido figuras como: Romina Gaetani, Soledad Fandiño, Mariana de Melo y Florencia Fabiano, entre otras.
Actualmente, a fecha del 2017, se encuentra realizando la finalización de su Lic. en Derecho en la Universidad Argentina de la Empresa (UADE).

## Vida privada
En 1993 nació Taína Laurino fruto de su relación con Ricardo Laurino, su primera hija, la tuvo a los 41 años y también su hija se convirtió en modelo. Luego, en un viaje a España, conoce a su actual pareja, Marcelo Andrés Mascaro, un rugbier/empresario viudo con dos niños, Selene y Luis José, muy pequeños a quienes ayuda a criar y los considera -según sus propias palabras en el programa Pura Química- totalmente como sus propios hijos.

## Filmografía
- 1980: Comandos azules en acción.
- 1986: Brigada explosiva contra los ninjas.

## Televisión
- 1980: Una terraza al mar, con Juan Alberto Mateyko.
- 1983/1988: Mesa de Noticias.
- 1983: Sin red.
- 1984: Enanos malditos.
- 1984: Comedia romántica.
- 1985: Class Up.
- 1987: Pandilla aventurera.
- 1992: 360, todo para ver, por El Trece.
- 1993: Tudo bem.
- 1998: Movete, por América.
- 1998: Notishow, con Jorge Guinzburg.
- 1999: Chiquititas Brasil, por Telefe.
- 1999/2003: Estilo Anamá.
- 2003: Siempre así, por El Trece.
- 2003: Son amores (Segunda temporada), por El Trece.
- 2005: La niñera (Argentina) (Segunda temporada), por Telefe.
- 2006: Oye mi canto, por América.
- 2006: Palermo Hollywood Hotel, por El Nueve.
- 2006: El tiempo no para, por El Nueve.
- 2009: BDV (Columnista), por Ciudad Magazine.
- 2018: Anexo:Bailando 2018, por El Trece.
- 2018: Pasapalabra (participante con Teresa Calandra), por El Trece.
- 2019: Tarde pero temprano. (Columnista), por Net TV.
- 2020: El show de los escandalones, por América.
- 2021: El challenge, desafío de estilistas, por Telefe.
- 2021: Está en tus manos, por Canal 9.
- 2024: Hablemos sin saber, por OLGA.
- 2025: Tarde de brujas, por Net TV.

## Teatro
- 2008: Femenino
- 2011: Pedime lo que quieras (stand-up gauchito)
- 2012: Boris Comedy Group